# Сухі ліси Ямайки
Сухі ліси Ямайки (ідентифікатор WWF: NT0218) — неотропічний екорегіон тропічних та субтропічних сухих широколистяних лісів, розташований на Ямайці.

## Географія
Екорегіон сухих лісів Ямайки охоплює прибережні низовини, розташовані на заході, півночі та півдні Ямайки — третього за величиною острова Карибів, що лежить на південь від Куби та на південний захід від острова Гаїті, та є частиною групи Великих Антильських островів. Протяжність острова із заходу на схід становить приблизно 230 км, ширина в центрі — 80 км, а площа — приблизно 11 500 км². Більша частина внутрішніх районів острова має гористий рельєф і є частиною екорегіону вологих лісів Ямайки. З геологічної точки зору основу прибережних низовин складають вапняки, а також деякі магматичні породи, осадові сланці та алювіальні відклади.
Сухі ліси займають близько 15 % площі Ямайки. Найбільша ділянка екорегіону простягається вздовж південного узбережжя острова, від мису Морант, найсхіднішої точки Ямайки, на захід до затоки Блек-Рівер-Бей, куди впадає річка Блек. В межах цієї ділянки розташований Кінгстон, столиця та найбільше місто Ямайки. Менші ділянки екорегіону розташовані на західному узбережжі Ямайки, зокрема в околицях Негріла, та на північно-західному узбережжі острова, на схід від міста Монтего-Бей.
Найбільші ділянки сухих лісів, що збереглися до початку XXI століття, ростуть на півдні Ямайки, на вапнякових пагорбах Хеллшир-Гіллс в окрузі Сент-Кетерин, та на пагорбах Портлендського хребта в окрузі Кларендон. Ці посушливі території лежать у дощовій тіні Блакитних гір. Ліси Хеллширських пагорбів були описані як одні з останніх великих ділянок незайманих сухих лісів на Карибах.

## Клімат
На півдні екорегіону переважає саванний клімат (Aw за класифікацією кліматів Кеппена), а на заході та північному заході — мусонний клімат (Am за класифікацією кліматів Кеппена). Середньорічна кількість опадів в регіоні коливається від менш ніж 750 мм до 1270 мм.

## Флора
В межах екорегіону переважають сухі тропічні ліси, видовий склад яких різниться в залежності від місцевого рельєфу та ступеня деградації. У більш доступних районах значна частина лісів була знищена та перетворена на плантації та вторинні савани. У менш порушених районах спостерігається більше різноманіття флори.
У сухих лісах Ямайки переважають представники родин Маренові (Rubiaceae), Молочаєві (Euphorbiaceae) та Миртові (Myrtaceae). Таким чином, ці ліси схожі на сухі ліси Пуерто-Рико і відрізняються від сухих лісів Центральної та Південної Америки, у яких переважають представники родин Бобові (Fabaceae) та Біньйонієві (Bignoniaceae). У лісах, що ростуть серед Хеллширських пагорбів, зареєстровано 271 вид рослин, з яких 53 види є ендеміками Ямайки. Серед дерев, поширених в лісах регіону, слід відзначити бокоцвітий дріпетес (Drypetes lateriflora), чорне отруйне дерево (Metopium brownei), мексиканську баугінію (Bauhinia divaricata) та чорне залізне дерево (Krugiodendron ferreum).
Серед ендемічних рослин, поширених в екорегіоні, слід відзначити ребристу мателею (Matelea costata) та кілька видів портландій (Portlandia spp.). Серед 3003 видів квіткових рослин, зареєстрованих на Ямайці, 830 видів або 28 % є ендеміками, а серед 579 видів папоротей — 82 види або 14 %. Особливо ендемізм виражений серед родин Бромелієві (Bromeliaceae) та Зозулинцеві (Orchidaceae). 31 % представників цих родин, поширених на Ямайці, є ендеміками.

## Фауна
Орнітофауна екорегіону включає ямайську горличку (Leptotila jamaicensis), антильського анаперо (Chordeiles gundlachii), неоарктичного канюка (Buteo jamaicensis), американського боривітра (Falco sparverius), ямайського поту (Nyctibius jamaicensis), антильського серпокрильця-крихітку (Tachornis phoenicobia), білогорлого колібрі-бджолу (Mellisuga minima), ямайського аратингу (Eupsittula nana), сірого тирана (Tyrannus dominicensis), темноголового тирана (Tyrannus caudifasciatus), острівного копетона (Myiarchus stolidus), чорновусого віреона (Vireo altiloquus), антильського гракла (Quiscalus niger), карибського пересмішника (Mimus gundlachii), золотогорлого потроста (Tiaris olivaceus), велику вівсянку-снігурця (Melopyrrha violacea) та церебу (Coereba flaveola).
Ендеміками Ямайки є 30 видів птахів, що більше, ніж на будь-якому іншому карибському острові. Багато ендеміків зустрічаються по всьому острову, як у вологих, так і в сухих тропічних лісах. Серед таких видів слід відзначити ямайського тако (Coccyzus vetula), ямайського колібрі-манго (Anthracothorax mango), вимпелохвостого колібрі (Trochilus polytmus), ямайську сову (Asio grammicus), зеленого тоді (Todus todus), ямайську гілу (Melanerpes radiolatus), ямайського тиранця (Myiopagis cotta), ямайського копетона (Myiarchus barbirostris), рудохвостого копетона (Myiarchus validus), ямайського віреона (Vireo modestus), ямайську ворону (Corvus jamaicensis), ямайського дрозда (Turdus aurantius), ямайську гутураму (Euphonia jamaica) та ямайчика (Loxipasser anoxanthus). Єдиними птахами, які зустрічаються виключно в сухих тропічних лісах у прибережних районах Ямайки, є ямайські пораке (Siphonorhis americana), однак ці дуже рідкісні птахи не спостерігалися з середини XIX століття та, ймовірно, є вимерлими.
Більшість ссавців, поширених на Ямайці, — це рукокрилі, зокрема ямайські плодоїди (Artibeus jamaicensis), а також ендемічні ямайські листоноси (Ariteus flavescens) та ямайські волохатохвости (Lasiurus degelidus). Ендемічні ямайські лійковухи (Natalus jamaicensis) віддають перевагу сухими тропічним лісам та склерофітним чагарникам. Єдиними місцевими наземними ссавцями, поширеними на острові, є дуже рідкісні ямайські хутії (Geocapromys brownii), які зустрічаються переважно в гірських лісах на сході Ямайки, однак також трапляються в посушливих прибережних районах на півдні острова.
Вздовж південного узбережжя Ямайки, зокрема на болотах в дельті річки Блек, зустрічаються рідкісні гострорилі крокодили (Crocodylus acutus). Серед ендемічних плазунів, поширених в екорегіоні, слід відзначити ендемічних південноямайських смугастих геконів (Sphaerodactylus parkeri), ямайських амейв (Pholidoscelis dorsalis) та ямайських веретільниць (Celestus duquesneyi), а серед земноводних — портлендських жаб (Eleutherodactylus cavernicola). Ендемічні ямайські ігуани (Cyclura collei) зустрічаються лише серед Хеллширських пагорбів, у вапняковій місцевості площею 114 км², розташованій за 20 км на захід від Кінгстона та оточеній водно-болотними угіддями і пляжами. На початку XIX століття популяція цих великих ящірок значно скоротилася через хижацтво з боку інтродукованих собак та малих мангустів (Urva auropunctata), а також внаслідок знищення оселищ. Хижі малі мангусти були завезені на Ямайку у 1872 році для боротьби з гризунами, однак їх поява в регіоні призвела до скорочення популяції низки видів місцевих тварин, особливо плазунів та амфібій.

## Збереження
Оцінка 2017 року показала, що 259 км², або 20 % екорегіону, є заповідними територіями. Природоохоронні території включають: Заповідну зону Портленд-Байт, Заповідник Роял-Пальм, Морський парк Негріл та Морський парк Монтего-Бей.